# Белка и Стрелка

Белка и Стрелка су пси који су после Лајке послати у космос на совјетском васионском броду Спутњик 5 од 19. до 20. августа 1960. године. Спутњик је био прототип каснијих васионских бродова Восток.
Циљ експеримента је био могућност живота живих бића у космосу и утицај живота у свемиру на жива бића. Они су прва жива бића која су се вратила из космоса.

## Занимљивости
- После неколико месеци од повратка из космоса Стрелка је оштенила шест малих псића. Једног од малих псића је касније ондашњи председник Совјетског Савеза, Никита Хрушчов, поклонио Каролини Кенеди, ћерки америчког председника Џона Кенедија.

- Белка и Стрелка су касније постали јунаци цртаних филмова.